# Stephanopis corticalis
Stephanopis corticalis là một loài nhện trong họ Thomisidae.
Loài này thuộc chi Stephanopis. Stephanopis corticalis được Ludwig Carl Christian Koch miêu tả năm 1876.